# Statut
Statut (z lat. statutum = ustanovení, stanovy, řád, pravidla; množné číslo statuta = zákoník, zpodstatnělé příčestí trpné od slovesa statuere = postavit, zřídit, ustanovit) označuje určitý typ základního právního předpisu či dokumentu některých typů organizací, či územních jednotek, zejména statut města. Množným číslem statuta (též dekreta) se označují některé historické zákoníky. Svojí formou může statut připomínat ústavu.
Slovo statut není totožné se slovem status (z lat. status = stav, postavení) ve významu stav, situace, právní či společenské postavení atd. Slovo „status“ se v češtině obvykle skloňuje jen počeštěným způsobem, v němž latinská koncovka prvního pádu už přirostla ke kmeni, nikoliv původním způsobem jako slova rytmus, algoritmus či tyfus, respektujícím latinský kmen. Výjimkou je pouze ustálené latinské spojení status quo (= stávající stav), které má v češtině stále 2. pád statu quo. Slovu status se tedy koncové s při skloňování nikdy nemění v t a tedy v žádném pádu nemají slova status a statut navzájem homonymní tvary.
Kupříkladu město Plzeň má ze zákona status statutárního města, což mu dává právo vydat si svůj vlastní statut města Plzně, jímž je možno zřídit například samosprávné městské části nebo městské obvody a přenést na ně některé pravomoci města.